# Bortseelsesret
Bortseelsesret er et begreb man anvender i forbindelse med pension og pensionsindbetalinger.
Hvis en person har en arbejdsgiveradministreret ratepension, kan vedkommende ved opgørelsen af den skattepligtige indkomst se bort fra de indskud arbejdsgiveren har indbetalt.
Tilsvarende har medarbejderen heller ikke fradrag for disse indskud. Medarbejderens egne indskud (bidrag) er ligeledes omfattet af denne bortseelsesret, hvorfor disse heller ikke medregnes ved opgørelsen af den skattepligtig indkomst.
Der er indsat loft over, hvor store bidrag man må foretage inden for bortseelsesretten.
 Der er for få eller ingen kildehenvisninger i denne artikel, hvilket er et problem. Du kan hjælpe ved at angive troværdige kilder til de påstande, som fremføres i artiklen.